# Il rapace
Il rapace (Le Rapace) è un film del 1968 diretto da José Giovanni.
Co-prodotto tra Francia, Italia e Messico, il film è ambientato nel 1938 in un paese non meglio specificato del Sud America.